# Anasimyia interpuncta
Anasimyia interpuncta es una especie de sírfido. Se distribuyen por Europa.